# Mary Beth Edelson
Mary Beth Edelson (East Chicago, Indiana, 6 de febrero de 1933 - Ocean Grove, N.J. 20 de abril de 2021) fue una artista estadounidense, pionera del movimiento Feminista y fue considerada una de las primeras artistas feministas de su generación. También colaboró de forma activa en el movimiento por los derechos civiles. A lo largo de su carrera artística creó pinturas, fotografías, collages, murales y dibujos. Eldeson fue pintora, grabadora, ilustradora de libros, fotógrafa y artista performer. Sus trabajos han sido mostrados en museos como el MoMA y el Smithsonian.

## Vida personal
Mary Beth Johnson nació en East Chicago, Indiana, en 1933. Sus padres alimentaron su interés por el arte y el activismo, el cual empezó cuándo tenía apenas 14 años. Tuvo dos hijos: una hija de su segundo matrimonio y un hijo de su tercer matrimonio con Alfred H. Edelson. Robert Stackhouse, también artista, vivió con Mary Beth Edelson durante 27 años en su estudio/vivienda en el Soho, después de su tercer matrimonio.
Vivió en Nueva York a mediados de los años 50, tras lo que se traslada a Indianápolis, donde adquirió una galería de arte que mantuvo hasta 1968, fecha en la que se muda a Washington D. C. En los años 70 regresa a Nueva York.

## Educación
De 1951 a 1955, Edelson acude a DePauw University en Greencastle, Indiana, tiempo durante el cual también estudia en la Escuela del Instituto de Arte de Chicago (1953–1954). Sus trabajos se exhibieron en 1955 en una exposición para el alumnado que se iba a graduar. Una de sus pinturas estuvo considerada impropia para el clérigo y los niños pequeños. Se puso en cuestión su obra y se quiso retirar de la muestra por culpa de miembros de la facultad, lo que derivó en una serie de protestas dentro de la propia universidad.
Tras graduarse en la Escuela del Instituto de Arte de Chicago, se muda a Nueva York, donde se matricula en el programa de licenciatura de la Universidad de Nueva York. En 1958 recibe su título de Master en Arte.

## Movimiento feminista y movimiento por los derechos civiles
En la segunda mitad de los años 50, comienza a formar parte de manera activa en el movimiento feminista emergente así como en el movimiento por los derechos civiles. En 1968 establece la primera Conferencia en EE.UU para Mujeres en las Artes Visuales en Washington D. C.
Chrysalis y las Heresies Collective, incluyendo la publicación de Heresies, se fundaron en parte debido a sus esfuerzos. Ha trabajado con el Comité a favor de la Diversidad e Inclusión y la coalición de Acción de las Mujeres, donde fue directora entre 1992 y 1994.
Edelson fue miembro del Title IX Task Force, formado para aumentar la presencia de mujeres pintoras y esculturas en los museos, basado en el Acto por los Derechos Civiles de 1964 que rechaza las organizaciones federales fundadas gracias a la discriminación de sexo. El grupo, formado en 1998, archivó una queja a la Dotación Nacional para las Artes contra el Museo de Arte Moderno, el Museo Guggenheim y la Whitney Museo de Arte Americano.
Fue activa en ambos movimientos durante su madurez.

## Carrera
Edelson creó su obra dentro del Arte Feminista y Conceptual realizando esculturas de bronce, pinturas, collages, impresiones, cajas de recuerdos y bocetos. Sus pinturas incluyen retratos y murales. Fue también fotógrafa, artista de libro-arte y artista de performance.

### Movimiento de arte feminista
Está considerada parte de la "primera generación de artistas feministas," un grupo que también incluye a Rachel Rosenthal, Carolee Schneeman y Judy Chicago. Eran parte de un movimiento europeo y estadounidense que desarrollaba el arte y escritura feministas. En la década de los 70 sus pinturas, collages y performance formaron su interés por el movimiento de arte Feminista. Los temas comunes de este movimiento incluían el cuestionamiento del poder y la autoridad de los hombres y la exploración de la función social de las mujeres. La galería de arte feminista,  A.I.R. Gallery, fundada en 1972, albergó exposiciones del trabajo de Edelson, incluyendo su participación en las Heresies Collective, durante sus inicios. Ayudó a crear las Heresies Collective y fue miembro de esta galería feminista.
Estuvo implicada en la exposición itinerante  "WACK! Art of the Feminist Revolution"entre 2007 y 2009, la cual estuvo comisariada por Connie Butler.

### Some Living Women Artists / Last Supper
En 1972 Edelson utilizó una imagen del fresco de la última cena de Leonardo da Vinci para crear Some Living Women Artists / Last Supper. Utilizó la técnica del collage para añadir artistas mujeres notables remplazando a los hombres que aparecían en la pintura de Da Vinci, la cual se convirtió rápidamente "una de las imágenes más icónicas del movimiento de Arte Feminista." La cabeza de Juan el Bautista estuvo cubierta por Nancy Tumbas y Cristo por Georgia O´Keeffe. Acometió contra la función que la sociedad y la religión ha tenido en la subordinación de las mujeres. Proposals for: Memorials to the 9,000,000 Women Burned as Witches in the Christian Era, una pieza performatica que realizó en 1977, tuvo el mismo objetivo. El MoMA de Nueva York adquirió el trabajo original hecho por Edelson, junto con cuatro carteles de collage originales de esta serie.

### Story Gathering Boxes
Story Gathering Boxes es una obra en continuidad, participativa que inició en 1972. Cada pieza de esta serie consta de una caja, con cuatro espacios, hecha de madera de chopo. Cada espacio contiene papel o tarjetas de madera. La imaginería de las tarjetas de madera y sus temas se centran principalmente en la espiritualidad, el género y los relatos basados en diosas. Las imágenes fueron creadas sin necesidad de técnicas mixtas como la pintura y el cuero. Las tarjetas de papel contienen apuntes, invitando a los espectadores a contribuir con historias personales en varios temas, como el género, la violencia doméstica o la inmigración. Esta serie democratiza el acceso al arte al dejar a los espectadores participar en la creación de una narrativa colectiva.

### Metáfora de la diosa
La diosa aparece dentro de sus trabajos a finales de los 70, representando la posesión del poder de las mujeres por control de sus vidas. Utilizó su propia imagen para crear nuevos y poderosos personajes, reales o ficticios. En 1975 creó Goddess Head, uno de sus fotomontajes. The National Museum of Women in the Arts comentó sobre sus trabajos: "Sus performances site-specific o 'rituales', las cuales mantienen de forma inversa ambas esferas privadas y públicas, se esfuerzan en crear una espiritualidad femenina nueva con unos valores e iconografía propios." Para conmemorar 9,000,000 Women Burned as Witches in the Christian Era, y permitir a las mujeres su visita,  utilizó escaleras de incendios y rituales de círculo del fuego en la A.I.R. Gallery. Utilizó también estos mismos rituales en otras galerías en Nueva York.
Los arquetipos, como las diosas, guerreras y embaucadoras que Edelson usó en sus trabajos, representan un contraste con las mujeres de las sociedades formalizadas y patriarcales. Sandra Sider escribió en su biografía de Edelson: "Los temas a los que ha recurrido durante su carrera han sido la identidad de la mujer, cómo las mujeres están retratadas en el arte y los medios de comunicación, y el reconocimiento de las mujeres como artistas. Por ayudar a crear una nueva estética feminista, Edelson ha contribuido a la transformación de la historia del arte." Uno de estos arquetipos era el de la diosa hindu Kali, quien representa la destrucción y la renovación.
En 2018 con su obra Goddesses Head. Double Spiral. 1975 participó en la exposición Territorios que importan. Género, arte y ecología, organizada por el Centro de Arte y Naturaleza (CDAN) de Huesca, España. Esta exposición establece una relación entre el arte contemporáneo, la naturaleza y las cuestiones de género.

### Los cuerpos de las mujeres desnudas
Edelson ha realizado obra en torno a los cuerpos desnudos de las mujeres para dar a conocer las maneras en qué han sido "explotados e infra-representados en la historia de arte." Se ha servido de fotografías en blanco y negro de su propio cuerpo desnudo en interiores y espacios abiertos como si estos fueran un lienzo. "Con la representación de sí misma desnuda sin ningún tipo de pudor,  espera ayudar a liberar las costumbres arraigadas por los artistas varones en los siglos anteriores en cuanto al cuerpo pasivo de la mujer", escribió el !Women Art Revolution. Creó arte performático que utilizó en sus trabajos fotográficos que también incluían body art, junto a O'Kevelson, mostrado en 1973, donde sus autorretratos estuvieron cambiados hasta que se parecieron a Louise Nevelson o Georgia O'Keeffe que utiliza un marcador de porcelana.

### Libros
El libro The Art of Mary Beth Edelson se publicó en 2002 después de varios años de recolección de información e imágenes de sus trabajos. Incluye conversaciones con artistas y ensayos realizados por sus colegas. En su ensayo sobre Edelson, "Shifting Signs", Laura Cottingham describió su trabajo como "el compromiso en producir imágenes representativas de la mujer que buscan interrumpir y transformar los códigos pictóricos patriarcales que definen y limitan la identidad de la mujer."
The National Museum of Women in the Arts, en Washington D. C., albergó exposiciones de los libros de artista que esta hizo en la muestra de "Book as Art". En 2002, The Last Temptation of Lorena Bobbitt  mostró una imagen de Bobbitt aguantando el pene sesgado de su marido.

### Proyecto de historia oral
Edelson fue entrevistada por los Archivos de Arte americano para el Programa de Historia Oral en la primera mitad de febrero de 2009 en su estudio de Nueva York por la anteriormente directora ejecutiva del ICI (Independent Curators International) Judith Olch Richards. El programa entrevistó a artistas, críticos, historiadores y otros desde 1958 para registrar la historia de las artes visuales.

## Premios
DePauw University otorgó a Edelson con un Doctorado Honorario en Bellas Artes en 1993. Recibió subvenciones de la Fundación Andy Warhol para las Artes visuales, del Pollock-Krasner Foundation en 2000 y de la National Endowment for the Arts en 2000 y 2006. También fue beca con una residencia en Yaddo.

## Obra

### Arte
- Shaking the Grass, impresión en gelatina de plata montada sobre cartón (1980) Walker Art Center[15]
- Seven Cycles: Public Rituals, litografía offset sobre papel (1980) Walker Art Center[15]

### Libros
Autor
- Firsthand: Photographs by Mary Beth Edelson, 1973-1993 and Shooter Series. Siete Ciclos; 1 de enero de 1993. ISBN 978-0-9604650-4-0.
- Forgrening: en inbjudan till att fläta grenar. Malmö Konsthögskola; 2000.
- Home made root beer. Malmö Konstmuseum; 2000.
- Phases of the Loon. 1986.
- Seven Cycles: Public Rituals.  A.I.R.; 1980. ISBN 978-0-9604650-0-2.
- Seven Sites: Painting on the Wall. Mary Beth Edelson, 1988. ISBN 978-0960465026.
- To Dance: Paintings and Drawings by Mary Beth Edelson with Performance in Mind : Published to Accompany an Exhibition of the Same Title Organized and Circulated by Patrick King Contemporary Art. Patrick King Arte Contemporáneo; 1984. ISBN 978-0-9604650-1-9.
- Woman Rising. 1975. (Exposición)

Coautor
- Linda Aleci, Paul Bloodgood, Laura Cottingham, Alissa Friedman, E. Ann Kaplan, Mary Beth Edelson. El Arte de Mary Beth Edelson. Siete Ciclos; 2002. ISBN 978-09604650-6-4.
- Mary Beth Edelson; Henri 2 (Firme). Cama .... Henri 2; 1971.
- Mary Beth Edelson; Hewlett Galería. Mary Beth Edelson: trabajo nuevo: una sed antigua y una visión futura : [exposición] Hewlett Galería, Carnegie-Mellon Universidad, Universidad de Bellas artes, Pittsburgh, Pensilvania. La Galería, 1983.
- Mary Beth Edelson y Amelia M. Trevelyan. El Arte de Mary Beth Edelson. Nueva York, N.Y.: Siete Ciclos, 2002. LCCN 82046025. ISBN 978-0960465071.
- Mary Beth Edelson, Mel Watkin, Adam D. Weinberg, y Sam Yates. Forma Shifter: Siete Medios. Nueva York, N.Y.: M.B. Edelson, 1990. ISBN 0960465030.
- Gayle Kimball, Carey Lovelace, Mary Beth Edelson, et al. La cultura de las mujeres en una Era Nueva: Una Revolución Feminista? Prensa de espantapájaros, 2005. ISBN 978-0-8108496-1-7.
- Margaret Randall, Pat Oleszko, Kossia Orloff, Mary Beth Edelson, Linda Montano Dona Ann McAdams. Herejías 17 - Suplentes Arriba! Mujeres en Teatro y Rendimiento. Nueva York: Herejías, 1984.

### Colecciones
Su obra han sido mostrados en:
"A Life Well Lived: A Retrospective of Mary Beth Edelson's Work" estuvo en el Malmö en 2006 y viajó al Migros Museo en Zúrich.